# Eustrotia deltoidalis
Eustrotia deltoidalis är en fjärilsart som beskrevs av Dyar 1918. Eustrotia deltoidalis ingår i släktet Eustrotia och familjen nattflyn. Inga underarter finns listade i Catalogue of Life.